# Lakshmana

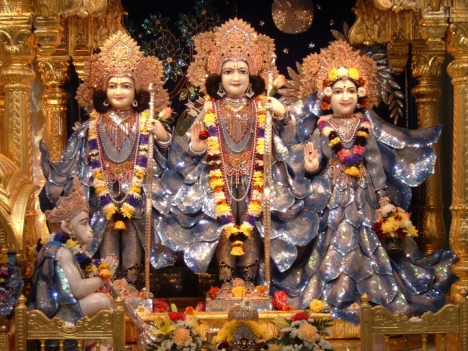
Hanoeman, Lakshmana, Rama en Sita

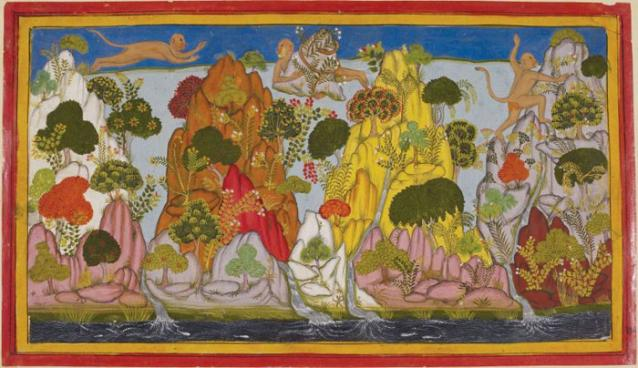
Hanoeman draagt de berg met de kruiden

Lakshmana, Lakshman of Laxman is de broer van Rama. Hij komt voor in het Ramayana-epos. In enkele hindoe-tradities is hij de avatar van Shesha (een naga, Vishnoe rust op deze naga in de Kshirasagara).
Lakshmana is de tweelingbroer van Shatrughna. Hij werd geboren in Ayodhya als zoon van Sumitra, de tweede vrouw van de koning van Kosala. Koning Kosala heeft vier kinderen; Lakshmana is de derde zoon. De oudste is Rama, de tweede broer is Bharata en de vierde zoon heet Shatrughna. Lakshmana en Rama zijn onafscheidelijk. Als Rama met Sita trouwt, trouwt Lakshmana met haar jongere zus Urmila. Na de dood van de koning wil Sumitra haar eigen zoon op de troon.
Als Rama wordt verbannen, volgen Lakshmana en Sita hem vrijwillig naar het bos. Als Surpanaka avances maakt, verwijst Rama haar naar Lakshmana. Lakshmana verwijst haar echter weer naar Rama en de demon heeft door dat ze met haar spotten. Ze valt Sita aan, maar Lakshmana snijdt haar neus af en stuurt haar terug naar Lanka. Rama verdwijnt in het bos als hij een gouden hert volgt, Sita en Lakshmana horen zijn hulpgeroep. Voordat hij Rama gaat zoeken, beveiligt hij Sita door een magische cirkel. Sita wordt echter uit de cirkel gelokt door Ravana (de broer van Surpanaka) en hij neemt haar mee naar Lanka. Het gouden hert was een vermomde demon, die met Rama's stem om hulp riep en Ravana de gelegenheid gaf om Sita te benaderen.
Lakshmana staat Rama bij tijdens de afwezigheid van Sita en tijdens de slag om Lanka wordt Lakshmana dodelijk verwond. Hij kan alleen genezen worden door een plant, maar deze groeit op de Himalaya. Hanoeman gaat snel naar de berg, maar kan het kruid niet vinden. Hij neemt dan de hele berg mee en Lakshmana wordt genezen met het kruid.